# 힐러리 스콧
힐러리 스콧(영어: Hillary Scott 힐러리 스캇[*] 1986년 4월 1일 ~ )는 미국의 컨트리 음악의 싱어송라이터이자 컨트리 밴드 레이디 A의 공동리더 보컬이다.